# 서울장신대학교
서울장신대학교(서울長神大學校, Seoul Jangsin University)는 경기도 광주시에 있는 사립 대학이다.

## 연혁
1954년 4월, 대한예수교장로회에서 서울특별시 중구 동자동(현 서울특별시 용산구) 일대의 교회에 대한예수교장로회총회야간신학교를 설립한다. 같은 해 7월 개교하였다. 1962년 9월, 중구 도동1가(현 용산구) 일대의 다른 교회로 교사를 이전하였다. 이듬해 1월, 서울장로회신학교로 교명을 변경한다. 1969년 1월, 서울특별시 종로구의 새문안교회로 교사를 이전하였다. 1981년 3월, 서울특별시 종로구 난계로 일대에 교사를 이전하였다. 1984년 12월, 각종학교로 개편되었고, 이듬해 3월에 현재의 교사가 위치한 경기도 광주시에 캠퍼스를 이전하였다. 1997년 12월, 정규 대학으로 개편되며 서울장신대학교로 교명을 변경하였다.

## 교육편제

### 학부
서울장신대학교는 단과대학 설치 없이 목회실천학부, 사회복지학부, 예술학부 등 3개 학부를 설치하고 하위로 5개 학과를 설치하여 학사 학위 과정을 교수하고 있다.

### 대학원
서울장신대학교 대학원은 일반 1개원, 특수 6개원으로 구성한다. 일반대학원의 경우, 석사 1학과, 박사 3학과를 지원하고 있다.

## 캠퍼스 풍경
서울장신대학교는 경기도 소재 사립 대학으로, 경안동에 그 캠퍼스가 위치한다. 캠퍼스에 약 6동의 건축물이 위치하고 있다. 캠퍼스 동편 수직으로 뻗은 경안로를 통해 접근이 가능하며, 북쪽으로 공립 학교인 경안초등학교가 위치한다.
한편, 캠퍼스 정문 방면으로 수도권 전철 경강선 경기광주역세권개발지구가 위치한 관계로, 기반 시설은 양호한 편이다.